# Jačina kiseline
Jačina kiseline je odraz njene sposobnosti ili tendencije da otpusti proton. Jaka kiselina se potpuno jonizuje u vodi; drugim rečima, jedan mol jake kiseline HA se rastvara u vodi dajući jedan mol + i jedan mol konjugovane baze, A−. U kontrastu s tim slaba kiselina podleže parcijalnoj disocijaciji, te se formira ekvilibrijum kiseline i njene konjugovane baze u rastvoru.
Primeri jakih kiselina su hlorovodonična kiselina (HCl), jodovodonična kiselina (HI), bromovodonična kiselina (HBr), perhlorna kiselina, azotna kiselina i sumporna kiselina. U vodi se svaka od njih 100% jonizuje. Što je jača kiselina, to ona lakše gubi proton, H+. Dva ključna faktora koja doprinose lakoći deprotonacije su polarnost H—A veze i veličina atoma A, koja uslovljava jačinu H—A veze. Jačina kiseline se takođe često razmatra putem stabilnosti konjugovane baze.
Jače kiseline imaju veće  vrednosti i negativnije  vrednosti od slabijih kiselina.
Sulfonske kiseline, koje su organske oksikiseline, su klasa jakih kiselina, npr toluensulfonska kiselina (tosilna kiselina). Za razliku od sumporne kiseline, sulfonske kiseline mogu da budu čvrste. Polistiren funkcionalisan u polistiren sulfonat je čvrsta visoko kisela plastika.
Superkiseline su kiseline koje su jače od 100% sumporne kiseline. Primeri superkiselina su fluoroantimonska kiselina, magična kiselina i perhlorna kiselina. Superkiseline mogu formiraju jonske kristalne hidronijum soli. One takođe mogu da kvantitativno stabilizuju karbokatjone.

## Spoljašnje veze
- Slabe i jake kiseline i baze Архивирано на веб-сајту  (16. април 2008)
- Slobodni softver za analizu podataka
- Definicije